# Northland Express
Der Northland Express, auch Opua Express genannt, war ein Expresszug, der zwischen 1925 und 1956 vom New Zealand Railways Department auf der Strecke von Auckland über Whangārei bis Opua in der Bay of Islands betrieben wurde.

## Betrieb
Am 29. November 1925 wurde die Bahnstrecke Auckland–Opua, North Auckland Line genannt, die Auckland mit Whangārei und anderen Teilen der Region Northland verbindet, fertiggestellt. Bald darauf verkehrten auch Reisezüge, die aber wegen der kurvigen Strecke und der Höhenunterschiede nur langsam fahren konnten.
Der Northland Express verkehrte mit drei Zugpaaren wöchentlich. Gemischte Züge Otira und Okaihau sowie auf der Dargaville Branch boten Anschluss an den Express. In den 1950er Jahren benötigte der Zug 5 Stunden und 20 Minuten zwischen Auckland und Whangārei und wurde von Dampflokomotiven wie der Baureihe J gezogen.
Auf der gleichen Strecke verkehrte bis 1956 zwischen Auckland und Opua nachts ein gemischter Zug, der den Spitznamen „Morepork“ nach einer heimischen Eulenart trug.

## Ersatz
In den 1950er Jahren beschloss das Railways Department, die verbleibenden Expresszüge in der Provinz durch Triebzüge zu ersetzen. 35 Dieseltriebwagen der Baureihe RM mit je 88 Sitzplätzen wurden 1955 beschafft und einige von ihnen ersetzten ab November 1956 den Northland Express. Auch die Streckenführung wurde geändert: Die Züge fuhren ab Otiria nun nicht mehr nach Nordosten und Opua, sondern nordwestlich nach Okaihau. Opua wurde durch gemischte Züge von Whangārei aus angeschlossen, die aber keinen Anschluss an die Züge auf der Hauptstrecke hatten. Der gemischte Zug von Dargaville hatte bis 1967 Anschluss an die Triebwagen, dann wurde hier der Personenverkehr aufgegeben.
Die Triebzüge verkürzten die Fahrtzeit zwischen Auckland und Whangārei auf 4 Stunden und 10 Minuten. Gehäufte mechanische Störungen und die Konkurrenz durch den Straßenverkehr nach Eröffnung der Auckland Harbour Bridge 1959 bescherten dieser Verbindung jedoch keinen langen Bestand. Sie wurde im Juli 1967 eingestellt. Der Personenverkehr erfolgte nun insgesamt ausschließlich mit gemischten Zügen. Die Verbindung nach Okaihau wurde 1974 eingestellt, die beiden anderen zwei Jahre später.